# Rắn má núi Quảng Tây
Rắn má núi Quảng Tây, tên khoa học Opisthotropis guangxiensis,là một loài rắn trong họ Rắn nước. Loài này được Zhao, Jiang & Huang mô tả khoa học đầu tiên năm 1978.